# Luis Antonio Rincón García
Luis Antonio Rincón García (Tuxtla Gutiérrez, 19 de julio de 1973) es un escritor mexicano que se ha dedicado en los últimos años, principalmente, a la literatura infantil y juvenil, así como al guionismo televisivo. En el 2019 el H. Ayuntamiento Constitucional de Tuxtla Gutiérrez le hizo un reconocimiento por su obra literaria "que se inscribe en la tradición de los grandes escritores chiapanecos".

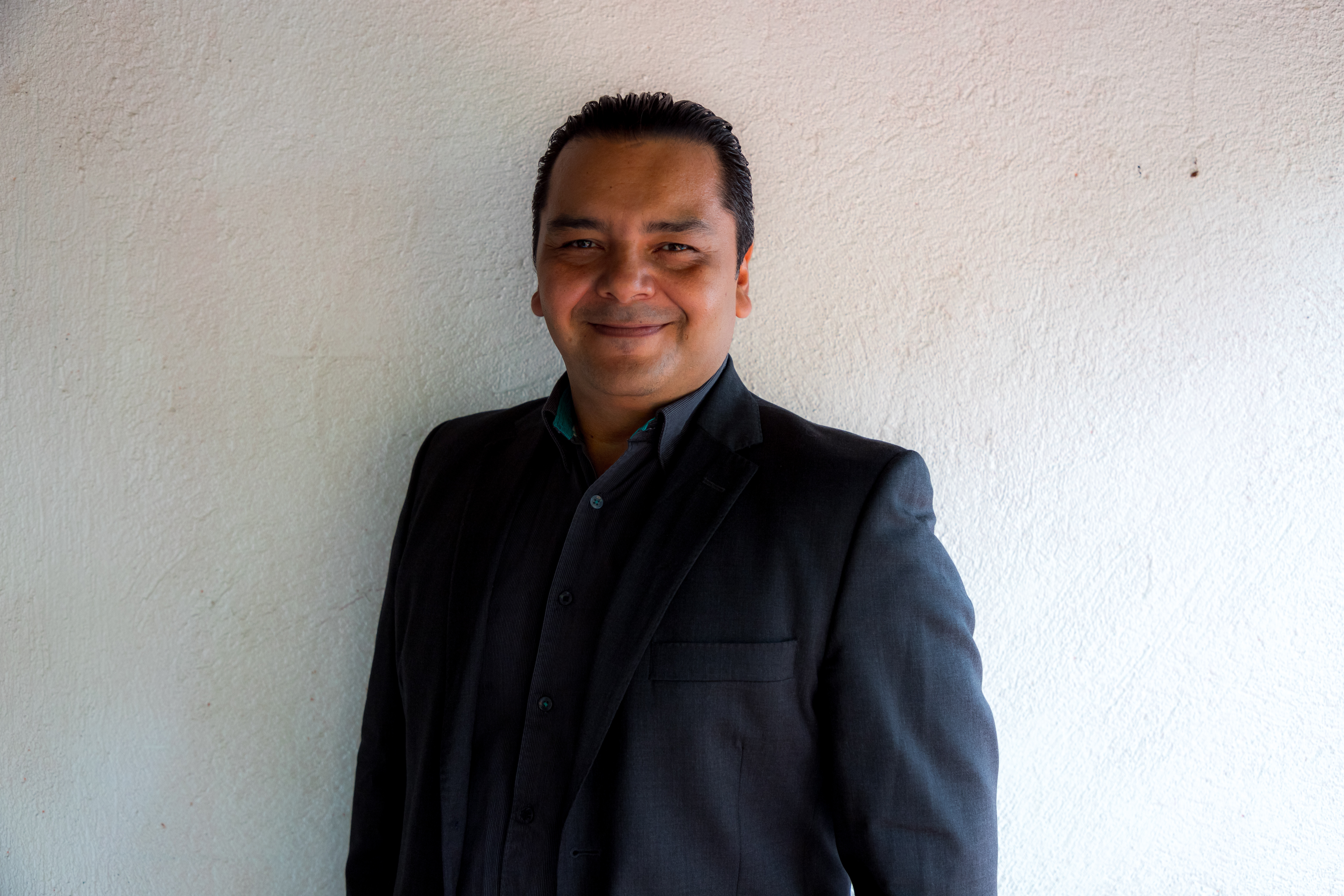
Luis Antonio Rincón García en 2019.

## Biografía
Nació en Tuxtla Gutiérrez a mediados del año ‘73. Si bien desde pequeño fue bastante imaginativo, esa habilidad la desarrolló aún más mientras recorría el antiguo barrio de San Roque acompañado por su tía Luvia, cuando viajaba al pueblo de su papá al que llegaban después de recorrer varios caminos de piedras y lodo, y claro, al lado de su mamá, que en las noches de tormenta le contaba leyendas capaces de poblar la casa con imágenes de fantasmas de carne y hueso y de muerto
s levitando.
Años después, Luis Antonio se fue a vivir a Cholula para estudiar Ciencias de la Comunicación en la Universidad de Las Américas-Puebla, y luego estudió la Maestría en Gestión Comunicacional en la Universidad Nacional de La Plata, en Argentina. Entre tanto, trabajó promoviendo el cuidado de la naturaleza, programas educativos para jóvenes y los lugares turísticos de su estado, del cual dice estar enamorado (esto debe ser cierto, porque muchas de las novelas y cuentos que ha escrito están ambientados en Chiapas).
Fue una noche de agosto del 2005, cuando Luis Antonio escribió su primer cuento. No le quedó muy bien, pero descubrió que le gustaba escribir. A partir de ese momento se entregó a la literatura y, gracias a su perseverancia, ha podido publicar varios libros y ganar distintos premios, aunque —romántico como muchos adultos del siglo pasado— en distintas entrevistas de prensa ha declarado que su mayor triunfo es que un lector le cuente lo mucho que disfrutó una de sus historias.
Entre sus textos se destacan Perseo TS, Itzelina y los rayos del sol, La tragedia de Jason, El hechizo más poderoso y Con la sombra prestada.  Asimismo, es autor del libro de investigación antropológica y comunicacional  Comunicación y cultura en Zinacantán.
La novela histórica Las raíces de la ceiba (2010), basada en la vida del dominico fray Matías de Córdova y Ordóñez, le valió ser considerado en la Antología de la novela en Chiapas (CONECULTA 2018), así como varias críticas elogiosas a su estilo narrativo, de ese libro que se ha considerado un imprescindible de la literatura chiapaneca contemporánea.  
Escribió los guiones para las obras de teatro guiñol "Petul te habla de tu salud"  que fue presentado en zonas indígenas marginadas de Chiapas, y es autor de varias decenas de guiones para programas televisivos dirigidos al público infantil, como son: "Viva la pelota", "Cuentos para chicos y Chiapanecas", "La vaca Napux", "Puros cuentos saludables" y el noticiero infantil "¡Vientos!, noticias que vuelan".

## Premios y reconocimientos

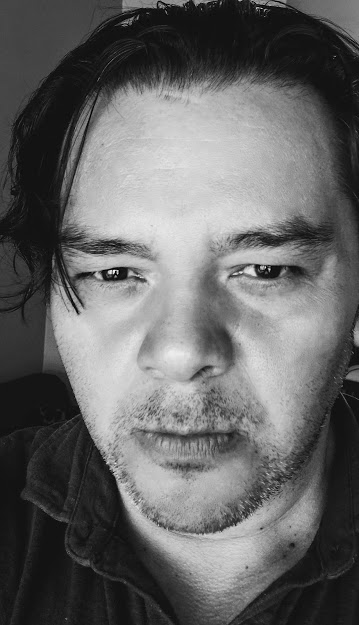
Luis Antonio Rincón García

Premio Nacional de Novela Breve Amado Nervo 2020. 
Premio de Novela Juvenil FeNAL  Norma 2020. 
Premio Bellas Artes de Teatro para Niñas, Niños y Jóvenes "Perla Szuchmzcher" 2019.
XIII Premio Binacional de Cuento Infantil Valladolid a las Letras 2016.
Premio Internacional de Narrativa Infantil y Juvenil Invenciones 2015. 
Premio Nacional de Cuento Porrúa "Rincones Mágicos de México" 2014.
Premio Nacional de Cuento Timón de Oro 2013.
Premio Nacional de Novela Ignacio Manuel Altamirano 2009.
1er Premio Internacional de Cuento Corto Infantil AMEI/WAECE 2006.   

## Obra publicada
2022.- La nana Concepción. Editorial del Lirio.
2022.- Iktan, el mago. Editorial Edelvives.
2022.- Máscaras de palo.- Coneculta Chiapas. https://www.conecultachiapas.gob.mx/Publications/view/mascaras-de-palo
2020.- El sueño del cóndor. Editorial Norma.
2020.- Te amo mil. Editorial Punto Creativo.
2020.- Cuentos del mar.- Tifón Editorial.
2019.- Tras la pista de Azul. INBAL. México.
2019.- La señora de la banca verde. Editorial Punto Creativo. México.
2010.- Kayum Mapache. Nostra Ediciones y Coneculta Chiapas.
2018.- La magia de Sawa Oko. Editorial Libresa. Ecuador.
2017.- El hechizo más poderoso. Ediciones Edebé. México.
2016.- Ábrase en noches de tormenta. Ediciones Horson de México.
2016.- La tragedia de Jason. Editorial Edelvives. México.
2015.-  Perseo TS. Nostra Ediciones. México.
2015.-  Canción de cuerdas rotas. Editorial Fernández Editores. México. 
2014.-  El salto de los duendes. Editorial Porrúa. México.
2012.- El valle del aquelarre. Ed. Instituto Mexiquense de la Cultura. México. 
2012.- Novela colectiva Krontainel. Ediciones Carámbura. México.
2012.- El periplo sagrado. Fernández Editores. México.
2010.- Las raíces de la ceiba. Ed. CONACULTA/CONECULTA Chiapas. México.
2009.- Con la sombra prestada. Ed. Instituto Guerrerense de Cultura. 
2008.- Itzelina y los rayos del sol, y otros cuentos. Ed. CONECULTA Chiapas.
2007.- Comunicación y Cultura en Zinacantán, un acercamiento a los procesos  comunicacionales. Ed. CELALI. México.